# Китайская одиссея — 2: Золушка
«Китайская одиссея — 2: Золушка» — фантастическая комедия 1995-го года, продолжение кинофильма «Китайская одиссея: Ящик Пандоры». Фильм снят по мотивам китайского классического романа «Путешествие на Запад». Он включает в себя элементы буффонады и уся. Сюжет строится вокруг центральной темы любовной истории. Продолжение этого кинофильма — «Китайская одиссея — 3: Окончание».

## Сюжет
После путешествия назад во времени Джокер узнает больше о своей прошлой жизни и воссоединяется со своим хозяином, Долголетним Монахом, и его товарищами — Чжу Бацзе и Ша Сэном. Тем не менее, он не хочет мириться со своей судьбой обезьяны, потому что он просто хочет вернуть ящик Пандоры и перенестись на 500 лет вперед, чтобы спасти Бак Цзин-Цзин. Цзыся влюбляется в Джокера после того, как он достает её меч из ножен (она дала обещание жениться на человеке, который сможет обнажить её меч).
Цзыся и Долголетний Монах захвачены Князем Быком, который хочет взять Цзыся в жены и съесть Долголетнего Монаха, чтобы стать бессмертным. Чжу Бацзе и Ша Сэн пытаются спасти своего хозяина, но тот отказывается бежать, пока Джокер не даст обещание исполнить своё предназначение. Джокер уходит на поиски Цзыся, спасает её, и они бегут от Князя Быка. В ходе последовавшей битвы между Джокером и его соратниками против Князя Быка, Джокер падает с обрыва и попадает снова в Пещеру с водопадом, где встречает Дедушку Будду и Бак Цзин-Цзин. Бак Цзин-цзин сначала соглашается выйти замуж за Джокера, но вскоре уходит, объясняя причины в письме. Она посылает Джокера на спасение Цзыся, так как знает, кому на самом деле принадлежит его сердце. Вскоре после этого, в пещере появляется Чунь Тридцатая, которая убивает всех, включая Джокера. После смерти Джокер понимает, что он действительно любит Цзыся.
Джокер, будучи уже призраком, снова в пещере слышит голос Гуаньинь, которая напоминает о его судьбе. Он решает принять судьбу и надевает золотой венец, который превращает его в обезьяну. Теперь уже как Царь обезьян он возвращается в мир и устремляется в город Князя Быка, чтобы спасти своего хозяина и остановить свадебную церемонию Князя и Цзыся. Так как он теперь обезьяна, он должен отказаться от всех своих человеческих желаний, в том числе любви. Сунь Укун говорит Цызся, что он — не Джокер и делает вид, что презирает её.
Сунь Укун и Князь Бык вступают в бой. Когда Князь Бык понимает, что проигрывает, он использует волшебный веер, чтобы вызвать сильный ветер, который несет весь город к Солнцу, что приведет к неминуемой гибели всех, кто в нем находится. Царю обезьян удается остановить Князя Быка, но Цзыся жертвует собой, чтобы спасти любимого. Когда она умирает, Сунь Укун открывает ей свои истинные чувства, что приводит к тому, что золотой венец на его голове начинает сжиматься, вынуждая выпустить Цзыся из рук. В гневе Сун Укун избивает Князя Быка и покидает несущийся к Солнцу город вместе со своим хозяином, Чжу Бацзе и Ша Сэном, используя ящик Пандоры.
Сунь Укун просыпается и на этот раз оказывается в той же пещере со своим хозяином и компаньонами. Выйдя из пещеры они оказываются в оживленном городе. Там Сунь Укун видит воплощения Джокера и Цзыся, которые спорят на городской стене. Он использует свои способности, чтобы попасть в тело Джокера, страстно целует Цзыся, а затем покидает чужое тело. Очнувшись, Джокер с удивлением обнаруживает себя в объятьях Цзыся и продолжает её целовать. Они замечают Сунь Укуна, уходящего вдаль через толпу, и смеются над его внешним видом. Царь обезьян не оборачивается, пока не покидает ворота. Он бросает последний взгляд на обнимающуюся пару и продолжает путешествие на Запад со своими товарищами.

## Роли
- Обезьяна / Джокер — Стивен Чоу
- Pigsy / Джокер второй команды — Нг Ман-Тат
- Долголетний Монах — Ло Цзяин[англ.]
- Женщина-паук — Ямми Лам
- Бак Цзин-Цзин — Карен Мок
- Zixia — Афена Чу
- Дедушка Будда / гроздь винограда — Джеффри Лау
- Принцесса Железный Веер — Ада Чой[англ.]
- Bull King — Lu Shuming
- Сэнди — Johnnie Kong

## Премии
- 15-я Гонконгская кинопремия — «Лучший сценарий» (Джеффри Лау).
- 2-я ежегодная премия кинокритиков Гонконга[англ.] — «Лучший актёр» (Стивен Чоу).
- Фильм занимает 19-е место в сотне лучших китайских кинофильмов «Hong Kong Film Awards».
- Находится на 73 месте из 100 в списке величайших фильмов на китайском языке по версии «Golden Horse».